# 50 Cent
Curtis James Jackson III (Queens, New York, SAD, 6. srpnja 1975.), poznatiji kao 50 Cent, američki je reper, glumac i producent. Postao je poznat nakon objavljivanja Get Rich or Die Tryin' (2003.) i The Massacre (2005.).

## Životopis
Pravim imenom Curtis James Jackson III, rođen je u južnom dijelu njujorškog kvarta Queens. Odrastao je bez oca, a majka mu je ubijena kada je imao sedam godina. Od tada je živio s bakom i djedom. Životni san mu je bio baviti se boksom, a za to vrijeme od dvanaeste godine je počeo dilati kokain. Prvi put je uhićen s petnaest godina kada je policija kod njega našla vatreno oružje i kokain. 1994. je ponovno uhićen zbog posjedovanja heroina, kokaina i oružja. Bio je osuđen na devet godina zatvorske kazne, ali je odslužio 6 mjeseci kazne u teškim uvjetima. Umjetničko ime "50 Cent" uzeo je od Kelvin Martina, brooklynskog pljačkaša iz 1980.
50 Cent je krajem 1990-tih prvi puta bio na rubu nacionalne slave. Rap produkcijski tim Trackmasters iz etikete Sony/Columbia Records 1999. počeli su suradnju s 50 Centom. Mlad i uglavnom nepoznat rapper iz Queensa snimio je pjesmu "How to Rob". U toj je pjesmi 50 Cent, detaljno odrepao pljačku slavnih rap glazbenika Master P i Timbalanda. Pjesma je postala hit, a Trackmastersi i 50 Cent započeli su snimanje njegovog debi albuma "Power of the Dollar" za izdavačku kuću Columbia. Osim tog albuma snimili su i singl "Thug Love" s Destiny's Child.
Ubrzo nakon toga nesretan splet okolnosti onemogućio je njegov proboj na sceni: bootleg izdanje albuma izazvalo je nevolje s izdavačkoj kućom Columbia. Nedugo zatim 24. svibnja 2000. 50 Cent je ranjen pištoljem, 9 puta ispred bakine kuće, rezultat toga bila je njegova pjesma "Ghetto Qu ran". Ustrijeljen je u šaku, ruku, obje noge, kuk, prsa i lijevi obraz. Columbia je već bila objavila singl "Thug Love", no album Power of the Dollar povukla je s tržišta i raskinula ugovor s ranjenim reperom. 
Sljedećih nekoliko godina 50 Cent snimio je desetak underground pjesama s producentom Sha Money XL. Te su snimke brzo počele kružiti New Yorkom na kompilacijama koje su se prodavale na crnom tržištu CD-a. 50 Cent privukao je popriličnu pozornost svojim snimkama. Interes je postao toliko jak da je došlo do rata između velikih izdavača kao što su J, Universal i Jive. Uskočio je Eminem koji je ponudio 50 Centu milijun dolara da potpiše ugovor za njegovu etiketu.
50 Centa je privukla njegova reputacija i reputacija Dr. Drea, a ne ponuđeni novac. Ubrzo nakon potpisivanja ugovora 50 Cent s Eminemom i Dreom započinje studijsko snimanje pjesama za predstojeći album. "Get Rich or Die Tryin'" objavljen je početkom 2003. i nošen uspjehom singla "In da Club" ubrzo postao platinasta senzacija, dosegnuvši milijun prodanih primjeraka u svega tjedan dana. To je do danas njegov najuspješniji album s 12 milijuna prodanih primjeraka u svijetu, od toga 8 milijuna samo u SADu. Mediji su spremno prigrlili novu rap zvijezdu i njenu sumnjivu prošlost, a 50 Cent je nastavio sa snimanjem, želeći do kraja iskoristiti svojih pet minuta. 
2003. mu je Interscope dodijelio vlastitu etiketu "G-Unit Records", na nju je potpisao članove G-Unita: Lloyd Banks, Young Buck i Tony Yayo. Album svoje grupe G-Unit objavio je krajem iste godine, a ubrzo zatim i vlastitu modnu marku. Danas je G-Unit jedna od najpoznatijih rap grupa na svijetu.
Tijekom 2004. pomogao je u pokretanju karijere The Game-u, kratkotrajnom članu G-Unita. Drugi samostalni album, The Massacre pojavio se na tržištu početkom ožujka 2005. Rekordno je prodano 1.14 milijuna primjeraka albuma u samo 4 dana. Dok je prvo mjesto na "Billboard 200"listi zadržao šest tjedana. Postao je prvi solo izvođač na svijetu s tri pjesme na "Billboard top five", "Candy Shop", "Disco Inferno" i "How We Do". U svijetu je dosad prodano 11 milijuna primjeraka tog albuma. 
U rujnu 2007. je u prodaju pušten treći samostalni album "Curtis", koji je inspiriran s njegovim djelima prije Get Rich or Die Tryin. Album je u prvom tjednu prodam u 691, 000 primjeraka. Najveća konkurencija Curtisu je bio Kanye West-ov album zvan "Graduation". Curtis je samo u SADu prodao preko 3 milijuna primjeraka, a diljem svijeta preko 5 milijuna primjeraka.
Trenutno živi u vili u Connecticutu koja je prije pripadala boksaču Mike Tysonu. Istu je nedavno stavio na prodaju za 18 milijuna dolara, kako bi se preselio bliže desetogodišnjem sinu Marquise-u koji živi na Long Islandu s 50 Centovom bivšom djevojkom. Na dan 12. listopada 2007. gradonačelnik Bridgeporta je u Connecticutu proglasio "50 Cent Curtis Jackson Day".

## Koncert u Zagrebu
U sklopu "Curtis World Tour-a", 3. prosinca 2007. održao je koncert u Domu sportova u Zagrebu. Predgrupe su bile Connect, DBP, Neki Daniels, Stoka, Nered i Jasna Zlokić. Gosti koncerta bili su Lloyd Banks i Tony Yayo.

## Diskografija

### Studijski albumi
- 2003.: Get Rich or Die Tryin'
- 2005.: The Massacre
- 2007.: Curtis
- 2009.: Before I Self Destruct
- 2014.: Animal Ambition
- 2016.: Street King Immortal

### Neobjavljeni albumi
- 2000.: Power of the Dollar

### Mixtapeovi
- 2006.: God's Plan
- 2006.: 50 Cent Is The Future
- 2006.: No Mercy, No Fear

### Ostali albumi
- 2002.: Guess Who's Back?
- 2005.: Get Rich or Die Tryin' (soundtrack)
- 2008.: Greatest Hits

## Video spotovi
| Godina | Naziv                                           | Redatelj                               |
| ------ | ----------------------------------------------- | -------------------------------------- |
| 2002.  | "Wanksta"                                       | Jessy Terrero                          |
| 2003.  | "In da Club"                                    | Phillip Atwell                         |
| 2003.  | "21 Questions"                                  | Domon Johnson, Dr. Dre, Phillip Atwell |
| 2003.  | "Many Men (Wish Death)"                         | Jessy Terrero                          |
| 2003.  | "P.I.M.P. (remix)"                              | Chris Robinson                         |
| 2003.  | "If I Can't"                                    | Dr. Dre                                |
| 2005.  | "Candy Shop"                                    | Jessy Terrero                          |
| 2005.  | "Disco Inferno"                                 | Jessy Terrero, Ulysses Terrero         |
| 2005.  | "Just a Lil Bit"                                | Benny Boom                             |
| 2005.  | "Rowdy Rowdy"                                   | J. Kevin Swain                         |
| 2005.  | "Outta Control (remix)"                         | Jessy Terrero                          |
| 2005.  | "Hustler's Ambition"                            | Anthony Mandler                        |
| 2005.  | "Window Shopper"                                | Benny Boom                             |
| 2005.  | "Best Friend"                                   | Benny Boom                             |
| 2007.  | "Straight to the Bank"                          | Benny Boom                             |
| 2007.  | "Amusement Park"                                | Benny Boom                             |
| 2007.  | "I Get Money"                                   | Broadway                               |
| 2007.  | "Ayo Technology"                                | Joseph Kahn                            |
| 2007.  | "I'll Still Kill" ("I Still Will" T.V. verzija) | Jessy Terrero                          |
| 2007.  | "Follow My Lead"                                | Bernard Gourley                        |

## Filmografija
| Godina | Naziv                      | Uloga       | Detalji               |
| ------ | -------------------------- | ----------- | --------------------- |
| 2003.  | 50 Cent: The New Breed     | sebe        | Dokumentarni DVD      |
| 2005.  | "Pranksta Rap"             | sebe        | Simpsoni epizoda 16.9 |
| 2005.  | Get Rich or Die Tryin'     | Marcus      | polubiografija        |
| 2005.  | 50 Cent: Bulletproof       | sebe        | Videoigra             |
| 2006.  | Home of the Brave          | Jamal Aiken |                       |
| 2008.  | The Ski Mask Way           | Seven       | uskoro                |
| 2008.  | Righteous Kill             | Spider      | uskoro                |
| 2008.  | 50 Cent: Blood on the Sand | sebe        | Videoigra             |
| 2008.  | Live Bet                   | —           | nenajavljeno          |
| 2008.  | Spectacular Regret         | —           | nenajavljeno          |
| 2008.  | New Orleans                | —           | nenajavljeno          |

## Vanjske poveznice
- Službena stranica
- 50 Cent na Internet Movie Databaseu